# Daring (Schiff, 1932)
HMS Daring (H16) war ein Zerstörer der D-Klasse der britischen Royal Navy.
Der zu Beginn des Zweiten Weltkriegs in China stationierte Zerstörer verlegte im September 1939 ins Mittelmeer und dann im Januar 1940 in die Heimat.

Schon am 18. Februar 1940 sank er nach einem Torpedotreffer des deutschen U-Bootes U 23 unter Kapitänleutnant Otto Kretschmer.

## Geschichte des Schiffs
Die Daring war einer der beiden am 2. Februar 1931 bei John I. Thornycroft & Company in Woolston bei Southampton bestellten Zerstörer der D-Klasse. Die Kiellegung des ersten Schiffes dieses Auftrags an die Werft folgte am 18. Juni 1931 eine Woche vor dem zweiten Auftrag Decoy (Baunummer 1108). Der Stapellauf der Daring erfolgte am 7. April 1932, an dem auch das Typschiff der Klasse, Defender, bei Vickers in Barrow aufschwamm.
In Dienst gestellt wurde die fünfte Daring der Navy am 24. November 1932 als dritter Zerstörer der D-Klasse. Namensvorgängerin war der auch von Thornycroft gebaute Torpedobootszerstörer Daring, der in Chiswick, dem früheren Standort der Werft in London, entstand und sich von 1895 bis 1912 im Dienst der Royal Navy befand.

### Einsatzgeschichte
Die Einheiten der D-Klasse ersetzten ab Ende 1932 bei der britischen Mittelmeerflotte in der 1. Zerstörerflottille („1st Destroyer Flotilla“) eine bis dahin von der Montrose geführte Flottille von Zerstörern der V- und W-Klasse. Im Herbst 1933 machte die neu ausgerüstete Flottille eine Fahrt durch das Rote Meer bis in den Persischen Golf. Ende 1934 tauschte die Flottille dann Namen und Stationierungsort mit der von der Keppel geführten „8th Destroyer Flotilla“ von V- und W-Zerstörern auf der China Station. Alle neun Schiffe der Flottille wurden vor dieser Verlegung noch auf Staatswerften in Großbritannien überholt, so die Daring auf dem Sheerness Dockyard im September/Oktober 1934. Im Januar 1935 traf die Daring dann in Singapur ein, wo ihr Kommandant Louis Mountbatten, der spätere 1. Earl Mountbatten of Burma, der den Zerstörer seit dem 29. April 1934 befehligte, sein Kommando mit Commander Geoffrey Barnard von der Wishart tauschte. In den folgenden Jahren bis zum Kriegsausbruch 1939 blieb die Daring im Fernen Osten. Als im Mai 1939 die Flottillen der Tribal-Zerstörer in das Nummernsystem der Zerstörerflottillen eingeordnet wurden, erhielt die weiter in Hongkong stationierte (8.) Flottille die Bezeichnung „21st Destroyer Flotilla“. Als 1939 der Zweite Weltkrieg ausbrach, war eine Division der Flottille im Rahmen der anlaufenden britischen Mobilmachung bereits auf dem Weg in das Mittelmeer, während die Daring sich nach einer Werftliegezeit noch in Singapur befand.

### Einsätze im Weltkrieg
Am 3. September 1939 lief der Zerstörer aus dem Hauptstützpunkt der Briten im Fernen Osten aus, um das Seegebiet um Padang zu erkunden, da erwartet wurde, das dort deutsche Handelsschiffe Schutz suchen würden. Der Einsatz musste allerdings schon am ersten Abend wegen Maschinenproblemen abgebrochen werden. Am 14. September 1939 verließ der Zerstörer dann mit den aus Hongkong eingetroffenen Schwesterschiffen Duncan und Dainty die Station, um über Colombo und Aden ins Mittelmeer zu verlegen, wo die Zerstörer Ende des Monats zur Mediterranean Fleet in Alexandria traten. Anfang Oktober verlegte die Daring mit dem Schlachtschiff Malaya, dem Flugzeugträger Glorious und dem Zerstörer Bulldog durch das Rote Meer nochmals zurück nach Aden.
Als die Glorious eine Suchgruppe für den Indischen Ozean bildete, blieb die Daring in Aden zur Beobachtung der Häfen Italienisch Ostafrikas und der dortigen italienischen Marineeinheiten zurück. Im November lief der Zerstörer wieder ins Mittelmeer und wurde in Malta überholt. Danach ging er nach Gibraltar, um Ende Dezember zusammen mit der Sloop Scarborough den Südafrika-Liner Dunnottar Castle zum Umbau zu einem Hilfskreuzer nach Belfast zu geleiten.
Ab Ende Januar 1940 wurde die Daring in den Gewässern um die Britischen Inseln eingesetzt. Das Schiff wurde der 3. Flottille zugewiesen, die Teil der Home Fleet war. Wie fast alle Zerstörer der Home Fleet wurde es regelmäßig zur U-Jagd und als Eskorte für Geleitzüge nach Norwegen herangezogen.

### Das Ende derDaring
Die Befreiung der Gefangenen auf dem deutschen Versorger Altmark am 16. Februar 1940 in norwegischen Hoheitsgewässern löste erhöhte Präsenz britischer Seestreitkräfte zwischen Norwegen und den Britischen Inseln aus, da die Admiralität mit einer Reaktion der deutschen Kriegsmarine rechnete. Die Daring lief am 15. aus Rosyth dem aus Bergen kommenden Konvoi HN.12 entgegen. Der aus über 20 meist neutralen Handelsschiffen bestehende Geleitzug war mit einer Sicherung von vier Zerstörern, einem U-Boot und dem Flugabwehrkreuzer Calcutta in See gegangen. Allerdings standen einige der Zerstörer zur Sicherung wegen Sonderaufgaben am 17. nicht mehr zur Verfügung als die Daring zum Geleit trat.
Am 18. Februar 1940 wurde die Daring östlich von Duncansby Head, Schottland, von U 23 (Kapitänleutnant Otto Kretschmer) torpediert. Der Zerstörer verlor durch den Torpedotreffer sein Heck, kenterte und sank schnell. Das den Konvoi begleitende U-Boot Thistle hatte den Untergang beobachtet und konnte noch fünf Schiffbrüchige retten. 157 Mann der Besatzung starben aber beim Untergang der Daring auf 58° 39′ N, 1° 40′ W.